# Etakkama
Etakkama (akkádul: 'e-ta-ka4-ma', hettita nyelven A-i-tag-ga-ma, névvariációi Aitikuma, Atak(k)ama, Etak(k)kama, Itak(k)kama) az Orontész-menti Kádes (Kidsu, Kinza, Kinsu, Kissza) uralkodója az i. e. 14. század második felében. Az Amarna-reformmal egyidős, körülbelül i. e. 1350-1335 között állt a város élén. Személye összesen két dokumentumból ismert, mindkettő az Amarna-levelek közé tartozó diplomáciai irat. Az egyiket Etakkama írta az egyiptomi uralkodónak (valószínűleg Ehnatonnak), a másikat az egyiptomi uralkodó írta neki válaszként. Ezeket az Amarna-levelek listája az EA#189 és EA#190 számon tartalmazza.
Etakkama státusza nem állapítható meg világosan. Kádes élén állt, és minden bizonnyal III. Suttarna, Mitanni trónbitorló királyának fia, utána pedig Ari-Tesub következett. A kor szokásos diplomáciai levelezési szövegében az egyiptomi uralkodót Uramnak szólítja és magát szolgájának nevezi, de ettől még lehetett önálló uralkodó is, vagy az egyiptomiak által kinevezett elöljáró (kormányzó) is. A levélben a LÚ.KURURU cím található (𒇽𒆳𒌷). Ez egyszerűen valamilyen földrajzi egység vezetőjét jelenti. Nem LUGAL.KURURU, ahogyan például a hettita uralkodóról írnak (LUGAL.KURURU Ḫa-at-ti), hanem egyszerű LÚ. Ennek jelentését szabad ember szóösszetétel (LÚ.ULÚLU-an), és a királyi nemzetség tagjait jelölő LÚMEŠ összevetése mutatja.
Etakkama korának Kádesére jellemző, hogy a nagy hódító, I. Szuppiluliumasz hettita király Mitanni leverése után délre fordult, és Kádesnél egy ütközetben vereséget szenvedett Suttarna seregétől, amelyben már ott harcolt Etakkama. Szuppiluliumasz a vereség után megesküdött, hogy nem állt szándékában Kádesre támadni. Ezután a hettita király mégis megostromolta a várost, be is vette. Ekkor vette át Kádes irányítását Etakkama, valamint ekkor állt át Ugarit a hettita oldalra. Szuppiluliumasz nagy szíriai hadjárata véget érhetett Arivanna apai király legyőzésével.
Kádes (és a környező államok) a hettiták távoztával azonnal visszakanyarodtak az egyiptomi hűséghez. Etakkama szintén ragaszkodott az egyiptomi orientációhoz. Ennek oka nyilvánvalóan az, hogy apja, III. Suttarna Mitanni trónján Hatti részéről szorongatott helyzetben volt. Mivel azonban a hettitáktól elszenvedett vereség után is átvehette apja örökét, Egyiptomban gyanúval fogadták közeledését.
Az EA#189 töredékes szövegben Etakkama a Kádestől délre fekvő Damaszkusz (Dimašqi) uralkodójára, Birjavazára panaszkodik, aki történetesen az öccse volt, és megtámadta Kádest. A damaszkuszi csapatok felprédálták, kifosztották és felégették a város környékét (Etakkama „atyai örökségét”). A kádesi uralkodó Egyiptom segítségét kéri.
A válaszlevél töredékes, nem derül ki belőle, hogy Ehnaton valójában mit szándékozik tenni az ügyben, de Birjavazára nézve nem tartalmaz fenyegetést, Etakkamának pedig segélynyújtásra ígéretet. Ez a szituáció az akkori nagyhatalmi politika igényei szerint alakult ki: Ehnaton kapcsolata Mitannival a hettita fenyegetés árnyékában fontosabb volt, mint Kádes városa, a két testvér közti viszályba avatkozás kényes helyzetet teremthetett volna.
Etakkama azonban az elmaradt egyiptomi segélynyújtást követően Aziru oldalára állt, aki viszont I. Szuppiluliumasz szövetségese lett kényszerű egyiptomi látogatása után. Ehnaton Etakkamát Egyiptom ellenségének nyilvánította, „akivel az ember nem ül le egy asztalhoz”.
A kádesi uralkodó később kényszerűségből mégis egyiptomi szövetség felé fordult. Ennek oka, hogy Tutanhamon halálának évében Szuppiluliumasz bevette Karkemist, Mitanni legfontosabb védőbástyáját, nem sokkal később pedig Szuppiluliumasz fia, Pijaszilisz, az új kargamisi kormányzó trónra ültette Suttarna helyett Kili-Tesubot, aki a trónon a Sattivaza nevet vette fel. Ezzel Kádes egyfelől elvesztette északi támogató bázisát, Mitannit, másfelől a személyes bosszú is motiválta a hettiták ellenében. A harmadik oknak Pijaszilisz személye is feltehető, aki Szuppiluliumasztól megkapta Kádes kormányzásának jogát is, ráadásul feleségül vette Sattivaza leányát, így Etakkamának esélye sem maradt hettita szövetség kötésére.
Etakkama II. Murszilisz 10. uralkodási évében halt meg, amikor a hettiták ismét Kádest ostromolták, és Egyiptomtól ismét nem kapott segítséget. A hettita dokumentumok értelmezhetők úgy is, hogy Etakkamát fia, Ari-Tesub gyilkolta meg az éhínség miatt, majd ő lett az uralkodó, és a hettiták szövetségese lett.
Kádes a következő néhány évtizedben hettita befolyás alá került, és nemsokára megeshetett a híres kádesi csata.